# Lengyelország az 1994. évi téli olimpiai játékokon
Lengyelország a norvégiai Lillehammerben megrendezett 1994. évi téli olimpiai játékok egyik részt vevő nemzete volt. Az országot az olimpián 8 sportágban 28 sportoló képviselte, akik érmet nem szereztek.

## Alpesisí
Férfi
| Versenyző         | Versenyszám            | 1. futam      | 1. futam      | 2. futam | 2. futam | Összesítés | Összesítés |
| Versenyző         | Versenyszám            | Idő           | Hely.         | Idő      | Hely.    | Idő        | Helyezés   |
| ----------------- | ---------------------- | ------------- | ------------- | -------- | -------- | ---------- | ---------- |
| Marcin Szafrański | Lesiklás               |               |               |          |          | 1:52,59    | 46.        |
| Marcin Szafrański | Műlesiklás             | nem ért célba | nem ért célba | kiesett  | kiesett  | kiesett    | kiesett    |
| Marcin Szafrański | Szuperóriás-műlesiklás |               |               |          |          | 1:38,54    | 42.        |

| Versenyző         | Versenyszám | Lesiklás | Lesiklás | Műlesiklás | Műlesiklás | Műlesiklás | Műlesiklás | Műlesiklás | Műlesiklás | Összesítés | Összesítés |
| Versenyző         | Versenyszám | Lesiklás | Lesiklás | 1. futam   | 1. futam   | 2. futam   | 2. futam   | Össz.      | Össz.      | Összesítés | Összesítés |
| Versenyző         | Versenyszám | Idő      | Hely.    | Idő        | Hely.      | Idő        | Hely.      | Idő        | Hely.      | Idő        | Helyezés   |
| ----------------- | ----------- | -------- | -------- | ---------- | ---------- | ---------- | ---------- | ---------- | ---------- | ---------- | ---------- |
| Marcin Szafrański | Összetett   | 1:43,82  | 47.      | 54,95      | 29.        | 52,50      | 29.        | 1:47,45    | 27.        | 3:31,27    | 27.        |

## Biatlon
Férfi
| Versenyző                                                | Versenyszám      | Lövőhiba    | Időeredmény | Helyezés |
| -------------------------------------------------------- | ---------------- | ----------- | ----------- | -------- |
| Tomasz Sikora                                            | 10 km sprint     | 3 (2+1)     | 31:02,6     | 32.      |
| Krzysztof Topór                                          | 10 km sprint     | 3 (3+0)     | 32:37,7     | 61.      |
| Jan Wojtas                                               | 20 km egyéni     | 7 (3+2+1+1) | 1:08:10,5   | 67.      |
| Jan Ziemianin                                            | 10 km sprint     | 2 (1+1)     | 30:44,2     | 27.      |
| Jan Ziemianin                                            | 20 km egyéni     | 4 (0+2+0+2) | 1:02:00,6   | 39.      |
| Wiesław Ziemianin                                        | 20 km egyéni     | 6 (2+1+2+1) | 1:05:48,8   | 63.      |
| Tomasz Sikora Jan Ziemianin Wiesław Ziemianin Jan Wojtas | 4 × 7,5 km váltó | 0+0         | 1:33:49,3   | 8.       |

Női
| Versenyző                                                       | Versenyszám      | Lövőhiba    | Időeredmény | Helyezés |
| --------------------------------------------------------------- | ---------------- | ----------- | ----------- | -------- |
| Zofia Kiełpińska                                                | 7,5 km sprint    | 7 (4+3)     | 31:11,1     | 68.      |
| Helena Mikołajczyk                                              | 15 km egyéni     | 7 (3+1+0+3) | 59:44,8     | 52.      |
| Halina Pitoń                                                    | 7,5 km sprint    | 4 (2+2)     | 29:39,2     | 57.      |
| Halina Pitoń                                                    | 15 km egyéni     | 7 (2+2+2+1) | 1:00:18,2   | 57.      |
| Anna Stera-Kustucz                                              | 7,5 km sprint    | 3 (2+1)     | 30:04,5     | 62.      |
| Agata Suszka                                                    | 15 km egyéni     | 4 (2+0+2+0) | 59:13,2     | 45.      |
| Anna Stera-Kustucz Helena Mikołajczyk Agata Suszka Halina Pitoń | 4 × 7,5 km váltó | 4           | 1:59:18,1   | 11.      |

## Északi összetett
| Versenyző          | Versenyszám | Síugrás | Síugrás | Síugrás    | Sífutás | Sífutás | Összesítés | Összesítés |
| Versenyző          | Versenyszám | Pont    | Hely.   | Időhátrány | Idő     | Hely.   | Idő        | Helyezés   |
| ------------------ | ----------- | ------- | ------- | ---------- | ------- | ------- | ---------- | ---------- |
| Stanisław Ustupski | Egyéni      | 200,0   | 19.     | +5:13      | 40:53,8 | 26.*    | 46:06,8    | 21.        |

* - egy másik versenyzővel azonos eredményt ért el

## Gyorskorcsolya
Férfi
| Versenyző        | Versenyszám | Eredmény       | Helyezés       |
| ---------------- | ----------- | -------------- | -------------- |
| Paweł Jaroszek   | 1500 m      | 1:54,49        | 11.            |
| Jaromir Radke    | 5000 m      | 6:50,40        | 7.             |
| Jaromir Radke    | 10 000 m    | 14:03,84       | 5.             |
| Artur Szafrański | 1500 m      | nem ért célba~ | nem ért célba~ |
| Paweł Zygmunt    | 1500 m      | 2:05,21~       | 40.            |
| Paweł Zygmunt    | 5000 m      | 6:58,91        | 18.            |

Női
| Versenyző      | Versenyszám | Eredmény | Helyezés |
| -------------- | ----------- | -------- | -------- |
| Ewa Wasilewska | 1500 m      | 2:07,44  | 18.      |
| Ewa Wasilewska | 3000 m      | 4:28,86  | 16.      |

~ - a futam során elesett

## Műkorcsolya
| Versenyző    | Versenyszám | Rövid program     | Rövid program | Rövid program | Kűr               | Kűr   | Kűr         | Összesítés         | Összesítés |
| Versenyző    | Versenyszám | Több. hely. száma | Hely.         | Hely. pont.   | Több. hely. száma | Hely. | Hely. pont. | Helyezési pontszám | Helyezés   |
| ------------ | ----------- | ----------------- | ------------- | ------------- | ----------------- | ----- | ----------- | ------------------ | ---------- |
| Anna Rechnio | Női egyéni  | 5×9+              | 9.            | 4,5           | 5×12+             | 12.   | 12,0        | 16,5               | 10.        |

| Versenyző                          | Versenyszám | Kötelező tánc 1   | Kötelező tánc 1 | Kötelező tánc 1 | Kötelező tánc 2   | Kötelező tánc 2 | Kötelező tánc 2 | Eredeti (original) tánc | Eredeti (original) tánc | Eredeti (original) tánc | Kűr               | Kűr   | Kűr         | Összesítés         | Összesítés |
| Versenyző                          | Versenyszám | Több. hely. száma | Hely.           | Hely. pont.     | Több. hely. száma | Hely.           | Hely. pont.     | Több. hely. száma       | Hely.                   | Hely. pont.             | Több. hely. száma | Hely. | Hely. pont. | Helyezési pontszám | Helyezés   |
| ---------------------------------- | ----------- | ----------------- | --------------- | --------------- | ----------------- | --------------- | --------------- | ----------------------- | ----------------------- | ----------------------- | ----------------- | ----- | ----------- | ------------------ | ---------- |
| Agnieszka Domańska Marcin Głowacki | Jégtánc     | 6×18+             | 18.             | 3,6             | 7×18+             | 18.             | 3,6             | 7×18+                   | 18.                     | 10,8                    | 6×17+             | 17.   | 17,0        | 35,0               | 17.        |

## Sífutás
Női
| Versenyző                                                                        | Versenyszám         | Eredmény      | Helyezés      |
| -------------------------------------------------------------------------------- | ------------------- | ------------- | ------------- |
| Bernadetta Bocek-Piotrowska                                                      | 5 km                | 15:47,1       | 31.           |
| Bernadetta Bocek-Piotrowska                                                      | 10 km üldözőverseny | 30:50,2       | 22.           |
| Bernadetta Bocek-Piotrowska                                                      | 15 km               | 44:12,8       | 18.           |
| Bernadetta Bocek-Piotrowska                                                      | 30 km               | 1:34:28,6     | 34.           |
| Dorota Kwaśny                                                                    | 5 km                | 16:04,3       | 38.           |
| Dorota Kwaśny                                                                    | 10 km üldözőverseny | 31:53,6       | 28.           |
| Dorota Kwaśny                                                                    | 15 km               | 44:43,1       | 22.           |
| Dorota Kwaśny                                                                    | 30 km               | nem ért célba | nem ért célba |
| Mićhalina Maciuszek                                                              | 15 km               | 46:43,0       | 40.           |
| Mićhalina Maciuszek                                                              | 30 km               | 1:33:34,2     | 31.           |
| Halina Nowak-Guńka                                                               | 5 km                | 16:46,1       | 58.           |
| Halina Nowak-Guńka                                                               | 15 km               | 45:02,2       | 25.           |
| Małgorzata Ruchała                                                               | 5 km                | 15:07,5       | 15.           |
| Małgorzata Ruchała                                                               | 10 km üldözőverseny | 29:49,7       | 14.           |
| Małgorzata Ruchała                                                               | 30 km               | 1:30:45,8     | 16.           |
| Mićhalina Maciuszek Małgorzata Ruchała Dorota Kwaśny Bernadetta Bocek-Piotrowska | 4 × 5 km váltó      | 1:01:13,2     | 8.            |

## Síugrás
| Versenyző        | Versenyszám | 1. ugrás | 1. ugrás | 2. ugrás | 2. ugrás | Összesítés | Összesítés |
| Versenyző        | Versenyszám | Pont     | Hely.    | Pont     | Hely.    | Pont       | Helyezés   |
| ---------------- | ----------- | -------- | -------- | -------- | -------- | ---------- | ---------- |
| Wojciech Skupień | Normálsánc  | 100,5    | 39.      | 106,0    | 26.      | 206,5      | 29.        |
| Wojciech Skupień | Nagysánc    | 65,1     | 42.      | 76,5     | 26.      | 141,6      | 31.        |

## Szánkó
| Versenyző                         | Versenyszám | 1. futam | 1. futam | 2. futam | 2. futam | Összesítés | Összesítés |
| Versenyző                         | Versenyszám | Idő      | Hely.    | Idő      | Hely.    | Idő        | Helyezés   |
| --------------------------------- | ----------- | -------- | -------- | -------- | -------- | ---------- | ---------- |
| Leszek Szarejko Adrian Przechewka | Kettes      | 49,104   | 14.      | 49,800   | 18.      | 1:38,904   | 16.        |